# Patrick Martin (acteur)
Vous venez d’apposer le modèle de débat d'admissibilité.
Avant toute chose, veuillez créer la page de débat correspondante en cliquant ici.
- Une fois la page de vote initialisée, rafraîchissez cette page, et le bandeau prendra son aspect définitif.
- Si votre débat d'admissibilité est groupé (le motif et l’argumentation doivent être les mêmes), modifiez cette page pour ajouter au modèle le paramètre « cat » suivi du nom de la page de discussion de l’article pour lequel la page de débat existe déjà (ex. : cat=Discussion:Nom_de_l'autre_article). Ensuite, suivez les nouvelles instructions qui apparaissent.
- Vous pouvez également utiliser le paramètre « type » pour faciliter l’accès aux critères d’admissibilité. Exemple : {{suppression|type=mot-clé}}. Liste des mots-clés existants : fiction, musique, art visuel, fanzine, jeu de société, porno, sportif, association, enseignement, société, site web, route, nombre, (Liste complète ici).

| 1. | Créez la page de débat d'admissibilité.                                                                      | Sauvegardez d’abord la page pour l’initialiser puis indiquez votre motivation.                 |
| 2. | Important : ajoutez une entrée dans la section Débat d'admissibilité du jour.                                | Utilisez ce texte : *{{L\|Patrick Martin (acteur)}}                                            |
| 3. | Pensez à informer les contributeurs principaux de la page et les projets associés lorsque cela est possible. | Utilisez ce texte : {{subst:Avertissement débat d'admissibilité\|Patrick Martin (acteur)}}~~~~ |

Pour les articles homonymes, voir Martin et Patrick Martin.
Patrick Martin est un acteur québécois. Les gens l'ont beaucoup connu grâce à sa parution dans Watatatow où il incarnait le personnage de Jules.

## Biographie
Passionné dès l’enfance par le cinéma et l'art d'interprétation, Patrick Martin enrichit d’année en année sa prometteuse carrière de comédien. Au primaire et au secondaire, il coréalise et joue déjà dans de nombreux courts-métrages étudiants. Diplômé en 2002 de l’École de Théâtre du Cégep de Saint-Hyacinthe, il enchaîne les rôles marquants dans de nombreuses séries jeunesse et grand public : il incarne notamment Jules Bertrand-Lavoie dans Watatatow, Patrick Bisaillon dans Kif-Kif, Lucas dans Stan et ses stars ou encore Julien Deslandes dans L’Auberge du chien noir.
Sur scène, Patrick a acquis une expérience aussi riche que diversifiée. Il participe à des projets de théâtre grand public, de théâtre d’été, de théâtre jeunesse, de théâtre de création ou encore d’intervention. Retenons surtout le « in your face theater » (Shopping and F***ing, de Mark Ravenhill, mis en scène par Christian Lapointe) ainsi qu’une amitié particulière entre Patrick et la compagnie Théâtre le Clou, avec laquelle il travaille régulièrement (Zurbains 2008, Zurbains 2009 et plusieurs lectures)
Du côté du grand écran, Patrick réussit son entrée en obtenant un premier rôle dans La rage de l'ange, film écrit et réalisé par Dan Bigras, et confirme l’essai en 2011 dans Starbuck, de Ken Scott. Et récemment, c’est avec succès qu’il a élargi sa palette avec de nouvelles expériences en tant que professionnel de la voix. Motivé par une passion naissante, il a complété un stage en doublage du Conservatoire d'art dramatique de Montréal et a reçu une formation voix et micro avec Alain E. Cadieux. Aujourd’hui, l’industrie de la publicité et du corporatif lui ouvre ses portes, ajoutant désormais un volet supplémentaire à sa carrière qui ne cesse de prendre de l’ampleur.

## Filmographie
- 2005 : Miroirs d'été de Etienne Désrosiers, dans le rôle de Louis
- 2006 : La Rage de l'ange de Dan Bigras, dans le rôle principal d'Éric
- 2011 : Starbuck de Ken Scott, dans le rôle d'Étienne

## Télévision
- 2003 - 2005 : Watatatow 12-13-14, dans le rôle de Jules Bertrand-Lavoie
- 2005 - 2007 : Kif-Kif 1-2, dans le rôle de Biz (Patrick Bisaillon)
- 2007 - 2009 : Stan et ses Stars, dans le rôle de Lucas
- 2008 : Tout sur moi, dans le rôle de Michel le réalisateur.
- 2010 : Une grenade avec ça?, dans le rôle de Théodore.
- 2009 - 2015 : L'Auberge du chien noir, dans le rôle de Julien Deslandes
- 2013 - 2014: Coming Out, télésérie gaie, dans le rôle de Hugo.